# Xmonad
xmonad — фреймовый оконный менеджер для X Window System, написанный на функциональном языке программирования Haskell.
xmonad в своём стремлении помочь пользователю максимально эффективно управлять окнами без помощи мыши похож на dwm, awesome, larswm, StumpWM и другие фреймовые (тайловые) менеджеры окон. xmonad распространяется со многими Unix-подобными операционными системами, в том числе, Linux (Arch Linux, Debian, Fedora Linux,Ubuntu, Gentoo), BSD (FreeBSD, NetBSD, OpenBSD).
Основанный как клон dwm, xmonad поддерживает ряд возможностей, недоступных пользователям dwm, таких как отдельная планировка на каждый рабочий стол, сохранение состояния, поворот планировок, поддержка GNOME и статусной строки на каждый экран; он может быть перенастроен редактированием конфигурационного файла и перезапуском прямо во время работы. Возможности xmonad оказали влияние на другие оконные менеджеры. Например, dwm позаимствовал «urgency hooks», поддержку Xinerama и авторасположение окон в виде «спирали Фибоначчи».
Отличительной особенностью XMonad является конфигурирование путём написания программного кода на языке Haskell.